# Furioso (Künstler)
Furioso (bürgerlich: Roland Ott; * 15. Februar 1962 in Feldkirch; † 14. Juni 2013) war ein österreichischer Zeichner und Installationskünstler.

## Leben
Furioso war als bildender Künstler Autodidakt. In der Zeit von 1977 bis 1991 arbeitete er als Konditor und schloss seine berufliche Ausbildung als Konditormeister im Jahre 1985 mit Auszeichnung ab. Seit 1984 intensivierte er seine nebenberufliche Arbeit als Zeichner. Mit dem ersten Jänner 1992 beendete er seine Arbeit als Konditormeister und begann als Künstler unter dem Künstlernamen Furioso zu arbeiten. Die Berufsvereinigung der Bildenden Künstlerinnen und Künstler Vorarlbergs anerkannten ihn 2005 als Berufsmitglied.
Furioso ist unerwartet am 14. Juni 2013 verstorben.

## Ausstellungen
- 2012 Stromfrosch, Künstlerhaus Palais Thurn und Taxis, Bregenz
- 2011 Den Berg ins Tal bringen, Künstlerkollektiv Stromfrosch, Altes Schulhaus, Brand
- 2010 Bruder Baum Schwester Liebe, Johanniterkirche, Feldkirch
- 2009 Portrait Künstlerhaus Palais Thurn und Taxis, Bregenz
- 2009 Der Prediger & seine Töchter im Rausch, Galerie Altesse, Nendeln
- 2008 SchauBootSchau, Kunstverein A4, Feldkirch
- 2007 one man show, Art Bodensee, Galerie Adizon, Dornbirn
- 2006 Ein Bild von einem Mann, Künstlerhaus Palais Thurn und Taxis, Bregenz
- 2004 Seelenbrennen, Johanniterkirche, Feldkirch
- 2003 Am Anfang war die Ameise, Quolla Street, Marsalforn
- 1998 Menschenskinder, Auftragsarbeit SKWB Schoellerbank, Bregenz
- 1997 Herrlich & Söhne, Hämmerle Areal, Dornbirn
- 1996 Agrikulturonie, Kunstpavillon, Mattighofen
- 1994 Nachbarn, Galerie Waltraud Matt, Nendeln

## Projektarbeit mit und für Menschen mit Behinderung
- 2013 KLEINES ICH TRIFFT GROSSES DU, Kunstforum Montafon, Schruns
- 2011 Offener Kunstkreis, Zimbapark, Bürs
- 2009 HerzenszungenfrecherBär, Kunstverein A4, Feldkirch
- 2008 Bergwelten, Michael Sahler, Zugangsstollen Kops I, Gaschurn-Partenen
- 2005 Menschengeschichten, Die Bildermacher, Alte Remise, Schruns
- 2002 Am Rande eine Begegnung, Robert V., Villa Claudia, Feldkirch

## Druckwerke
- 2006 Ein Bild von einem Mann, FURIOSO
- 2003 GIRLIES WORLD WIDE, FURIOSO
- 2002 Am Rande eine Begegnung, Furioso - Josefine Ganahl-Wallner - Robert V., Hecht-Verlag, ISBN 3-85298-096-8
- 1999 Die Kindertotenlieder, Hecht-Verlag, ISBN 3-85298-064-X
- 1995 Aussernormlicht, Josefine Ganahl-Wallner, Hecht-Verlag, ISBN 3-85289-024-X.
- 1993 DieDerDu Sterntaler, FURIOSO
- 1992 Menschenbilder, FURIOSO

## Kunst am Bau
- 2009 Denkmal Franz, Ausführung der Holzarbeit Albert Ammann, Biomasseheizkraftwerk, Schruns

## Öffentlicher Ankauf
- 2012 Land Vorarlberg